# Enno Wilhelm Hektor

Enno Wilhelm Hektor

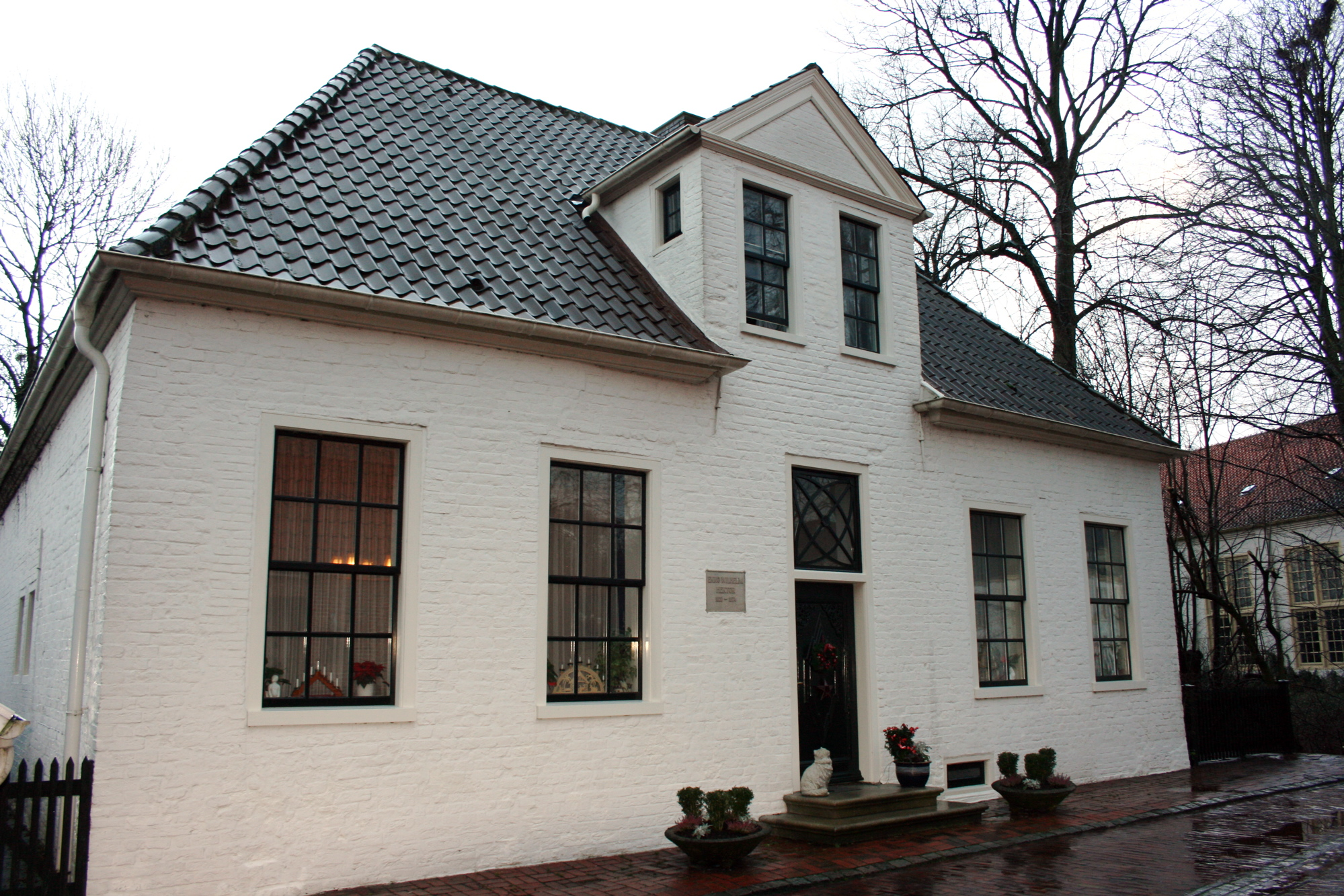
E. W. Hektors Geburtshaus

Enno Wilhelm Hektor (* 21. November 1820 in Dornum (Ostfriesland); † 31. Januar 1874 in Nürnberg) war ein deutscher Schriftsteller. Er schrieb sozialkritische Bücher, Gedichte und Theaterstücke und veröffentlichte auch in plattdeutscher Sprache. Sein bekanntestes Werk ist das Heimatlied der Ostfriesen In Oostfreesland is’t am besten.

## Leben
Schon früh verfasste Hektor Märchen und Gelegenheitsdichtungen. Etwa ab 1842 begann er, hochdeutsche Gedichte in den Zeitschriften „Frisia“ und „Ostfriesisches Unterhaltungsbuch“ zu veröffentlichen. Im Jahr der bürgerlichen Revolution von 1848 gab Hektor die politisch-satirische Zeitschrift „Der Vagabund“ heraus. 1849 verließ er Dornum. Das Lied In Ostfreesland is´t am besten entstand, als er sich 1850 einige Wochen in Dernau an der Ahr aufhielt.
Im Oktober 1850 traf Hektor in Nürnberg ein, wo er zunächst zwei Jahre lebte und das Abitur nachholte. Dann stürzte er in eine Krise, die in einem Selbstmordversuch gipfelte. Auf Anraten von Freunden wechselte er den Wohnort und ging im Mai 1852 nach München, wo er das Studium altdeutscher und altnordischer Sprachen aufnahm. Die Doktorprüfung im Fach Germanistik legte er im Jahr 1856 ab.
1857 wurde Hektor Bibliothekssekretär des Germanischen Museums in Nürnberg. Ab 1860 hatte er engeren Kontakt zu Ludwig Feuerbach, dessen philosophische Anschauungen er offenbar teilte. Bis zu seinem Tode arbeitete er u. a. an der Monatszeitschrift „Die deutschen Mundarten“ mit. Am 31. Januar 1874 verstarb er und fand auf dem Rochus-Friedhof in Nürnberg seine letzte Ruhestätte.

## Werke (Auswahl)
- Lieder aus Schilda. Schuster, Leer 1978, ISBN 3-7963-0142-8 (unveränderter Nachdruck der Ausgabe Hamburg 1847 mit einer Bibliographie im Anhang).
- Harm Düllwuttel un all, wat mehr is. 2. Auflage. Schuster, Leer 1972, ISBN 3-7963-0029-4 (neu hrsg. von W. van Ness; unveränderter Nachdruck der 2. Auflage Emden 1906).
- Der Vagabund. Schuster, Leer 1978, ISBN 3-7963-0067-7 (unveränderter Nachdruck der Ausgabe Emden 1848).